# غوستاف أدولف شيل
غوستاف أدولف شيل (بالألمانية: Gustav Adolf Scheel)‏ (و. 1907 – 1979 م) هو سياسي، وطبيب ألماني، كان عضوًا في الحزب النازي، كان عضوًا في كتيبة العاصفة، وشوتزشتافل، توفي في هامبورغ، عن عمر يناهز 72 عاماً.

## مناصب
تولى منصب عضو مجلس النواب الألماني من ألمانيا النازية
.

## روابط خارجية
- غوستاف أدولف شيل على موقع مونزينجر (الألمانية)